# حق اقتراع مالك المنزل

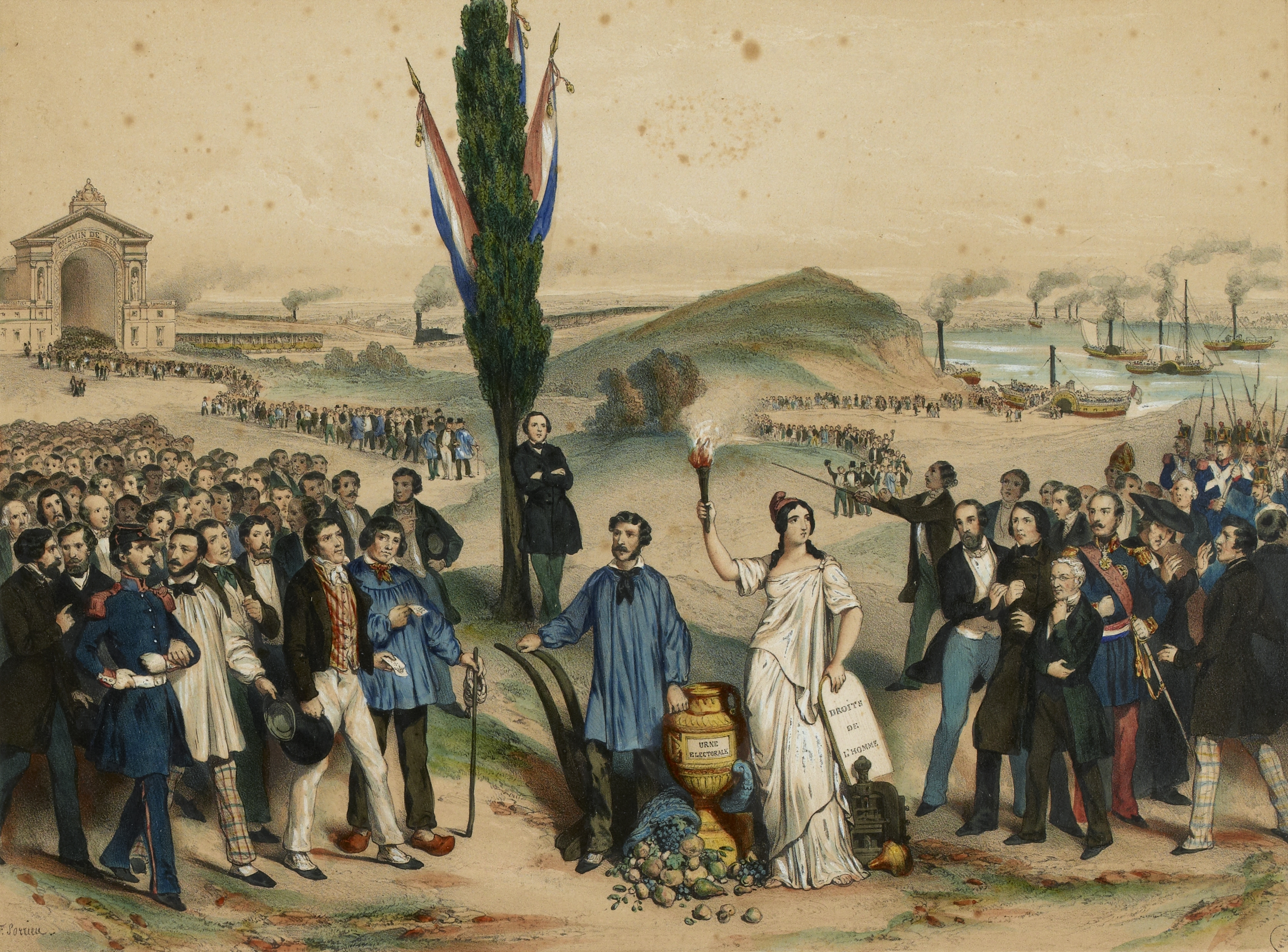

حق اقتراع مالك المنزل أو حق السكان في الاقتراع هو حيث يتمتع مالك المنزل بحق التصويت في الانتخابات. وهذا شكل محدود من حق الاقتراع، ولكنه يختلف عن حق الاقتراع المتساوي لأنه لكي تستعير رأيًا غير ملزم، يعد تصويت مالك المنزل منزل واحد، له صوت واحد لأنه يمنح رب المنزل فقط صوتًا واحدًا.

## التاريخ
أدى قانون الإصلاح لعام 1832 إلى زيادة عدد الناخبين في المملكة المتحدة. في الأحياء، مُنح حق التصويت لجميع أصحاب المنازل الذين يدفعون إيجارًا سنويًا قدره 10£ (جنيهات إسترلينية)، ويخضعون لتأهيل الإقامة لمدة عام واحد، ويدفع المستأجرون 10£ إذا كانوا يتشاركون في منزل ولم يكن المالك يشغله.
في المقاطعات ، تم منح الامتياز إلى:
1. 40 شلنًا حراً
2. £10 لحاملي النسخ
3. £50 جنيهًا إسترلينيًا للمستأجرين
4. £10 لأصحاب الإيجار الطويل
5. £50 لأصحاب الإيجار المتوسط

يمكن لأصحاب الحيازات الحرة التصويت في المقاطعات إذا كان التملك الحر الخاص بهم يتراوح بين 40 شلنًا و10£ ، أو إذا كان أكثر من 10£ ويشغله مستأجر. 